# 花山院忠長
花山院 忠長（かさんのいん ただなが）は、江戸時代初期から前期にかけての公家。左大臣・花山院定熙の長男。官位は従四位上・左近衛少将。花山院家20代当主。法号は浄屋。

## 経歴
慶長14年（1609年）7月、後陽成天皇の女官・広橋局（広橋兼勝の女）と密通した罪により、蝦夷地への配流が決定した（猪熊事件）。同年11月10日に蝦夷地へ向けて出発し、翌慶長15年（1610年）の3月1日に上ノ国に到着し、花沢館へと入った。
11月10日に京都を発った際について、『角田文書』によれば、忠長の父母は粟田口まで着いて行き、人目も憚らずに声を上げて泣き悲しんだという。また、忠長は「花は根に かえるときけば 我も亦 おなじ若葉の 春をこそまて」という歌を詠んだという
。
同年5月には萬福寺に移り、松前藩の厚遇を得て松前に京文化が伝わる契機を作った。これは、忠長の姉が徳川家康の内室であり、家康から松前慶広に忠長の世話をするよう依頼があったからであるとする説がある。
慶長17年（1612年）4月には、梅見の宴で「都にて かたらば人の いつはりと いわん卯月の 梅のさかりを」「いつはりと ゑそやいはまし 卯月にも 梅のにほひを 風のをくらば」という歌を詠み、慶広は「わきて今日 大宮人の 詠（なが）れは 梅の匂ひの 猶ふかきかな」と返歌したという。また、松前町郷土資料館所有の短冊には、忠長の直筆で「いにしえの 道とはみえて ふるさとの 蓬よもぎが中の 草はえし垣」という歌が記されている。
慶長19年（1614年）5月28日には、配所が松前から津軽へと変更となり、移動している。忠長の流刑時代について、深浦町円覚寺の僧侶・義観は弘前中学校の教諭であった森林助に向けた書簡の中で、
- （慶長）十四年配流、十九年五月帰京せらると或書二あれバ何年頃二候哉、確と相分り不申候
- 一年居るや二年居るや委しく相分り不申候、
- 僻地配流の件御尋二候得共、確たる記録無之

と断わりを入れた上で、
- 深浦の町奉行所の「小山内長助」あるいは「小山内匠」の家に謫居した
- 「福山の古館」や大館に謫居した

という伝説を紹介している。
弘前市出身の学者・外崎覚が森林助に宛てた書簡によれば、忠長は津軽に移った後、初めは黒石に、次は高屋村（現弘前市岩木）に、最後は弘前本町5丁目に住んだという。さらに、忠長は「御筋目ノ方」と結婚して、間に娘が生まれ、赦免された時に「弘前の池田左大夫」の妻となっていた、という伝説も紹介している。
寛永13年（1636年）に赦免され出家、降って慶安5年（1652年）に帰洛した。

## 逸話
陸奥国の板留温泉（青森県黒石市黒石温泉郷）を訪れた際、川の水と湯が混流して入湯できなかった。そのため村人が板を集めて湯を留めて入ったと伝わり、その伝承から同地が板留温泉と称された。
江戸時代後期の菅江真澄は著作『邇辞貴迺波末』（ニシキノハマ）の中で、鰺ヶ沢に滞在中に忠長の古跡を偲んでいる。

## 系譜
- 父：花山院定熙
- 母：不詳
- 妻：教如娘
  - 男子：公海 - 南光坊天海の弟子
  - 男子：野宮定逸 - 花山院定熙の養子。正二位権大納言、野宮家初代[4]
- 妻：佐々木氏の女？[1]
  - 女子：名不詳 - 津軽流刑時代に「御筋目ノ方」との間に生まれた。弘前の池田左大夫の妻となったとされる[1]。
- 生母不明の子女